# Copa de la Liga de Sudáfrica
La Copa de la Liga de Sudáfrica (por razones de patrocinio Carling Knockout Cup) es una competición de fútbol disputada anualmente en Sudáfrica, equivalente a competiciones como la Copa de la Liga y la Football League Cup de Inglaterra. El torneo era disputado por los 16 equipos de la Premier Soccer League. Se usa el sistema de eliminación directa a partido único.

## Historia
El torneo fue fundado en 1982, siendo el Kaizer Chiefs el equipo que más veces se ha alzado con el título en 13 ocasiones.
Debido al patrocinio empezó llamándose Copa Coca-Cola (Coca-Cola Cup), hasta que en 1996 se cambió el nombre por el de Rothmans Cup. Debido a las normas sobre la publicidad del tabaco la competición recuperó el nombre de Coca-Cola Cup en 2001. En 2006 la empresa de telecomunicaciones Telkom SA se convirtió en el patrocinador del torneo, pasándose a llamar desde entonces Telkom Knockout.
La edición 2020 se canceló tras la pérdida del patrocinador principal Telkom SA, y en agosto de 2021 se confirmó que el torneo ya no se celebraría por congestión de partidos. El torneo volvió en 2023 tras tres años de ausencia bajo el auspicio de la cerveza Carling.

## Palmarés
| Temporada                              | Campeón             | Resultado               | Finalista           | Sede de la final                           |
| Datsun Challenge                       | Datsun Challenge    | Datsun Challenge        | Datsun Challenge    | Datsun Challenge                           |
| -------------------------------------- | ------------------- | ----------------------- | ------------------- | ------------------------------------------ |
| 1982                                   | Arcadia Shepherds   | 1 - 1, 2 - 0            | Highlands Park FC   |                                            |
| 1983                                   | Kaizer Chiefs       | 2 - 1                   | Wits University FC  |                                            |
| John Player Special (JPS) Knockout Cup |                     |                         |                     |                                            |
| 1984                                   | Kaizer Chiefs       | 1 - 0, 1 - 1            | Umtata Bucks        |                                            |
| 1985                                   | Bidvest Wits        | 2 - 1, 0 - 1            | Kaizer Chiefs       |                                            |
| 1986                                   | Kaizer Chiefs       | 2 - 1, 0 - 0            | Moroka Swallows     |                                            |
| 1987                                   | Umtata Bucks        | 1 - 3, 2 - 0            | Orlando Pirates     |                                            |
| 1988                                   | Kaizer Chiefs       | 3 - 1, 2 - 1            | Jomo Cosmos         |                                            |
| 1989                                   | Kaizer Chiefs       | 2 - 0, 2 - 1            | Moroka Swallows     |                                            |
| 1990                                   | Mamelodi Sundowns   | 1 - 0, 1 - 1            | Orlando Pirates     |                                            |
| 1991                                   | Dynamos             | 2 - 2, 2 - 1 (rep.)     | Giant Blackpool     |                                            |
| Coca Cola Cup                          |                     |                         |                     |                                            |
| 1992                                   | AmaZulu             | 3 - 1                   | Kaizer Chiefs       |                                            |
| 1993                                   | Umtata Bucks        | 3 - 1                   | Santos Cape Town    |                                            |
| 1994                                   | Qwa Qwa Stars       | 3 - 2                   | Hellenic            |                                            |
| 1995                                   | Wits University     | 1 - 0                   | Orlando Pirates     |                                            |
| 1996                                   | Umtata Bush Bucks   | 1 - 1, 1 - 0 (rep.)     | Qwa Qwa Stars       |                                            |
| Rothmans Cup                           |                     |                         |                     |                                            |
| 1997                                   | Kaizer Chiefs       | 1 - 1, 1 - 1 (3-2 pen.) | Mamelodi Sundowns   |                                            |
| 1998                                   | Kaizer Chiefs       | 2 - 2, 2 - 1            | Mamelodi Sundowns   |                                            |
| 1999                                   | Mamelodi Sundowns   | 2 - 0                   | Free State Stars    |                                            |
| 2000                                   | Ajax Cape Town      | 1 - 1, 4 - 1            | Orlando Pirates     |                                            |
| Coca Cola Cup                          |                     |                         |                     |                                            |
| 2001                                   | Kaizer Chiefs       | 5 - 0                   | Jomo Cosmos         |                                            |
| 2002                                   | Jomo Cosmos         | 1 - 0                   | Kaizer Chiefs       |                                            |
| 2003                                   | Kaizer Chiefs       | 2 - 0                   | Silver Stars        |                                            |
| 2004                                   | Kaizer Chiefs       | 1 - 0                   | SuperSport United   |                                            |
| 2005                                   | Jomo Cosmos         | 1 - 1 (4-1 pen.)        | SuperSport United   |                                            |
| Telkom Knockout Cup                    |                     |                         |                     |                                            |
| 2006                                   | Silver Stars        | 3 - 1                   | Ajax Cape Town      |                                            |
| 2007                                   | Kaizer Chiefs       | 0 - 0 (3-2 pen.)        | Mamelodi Sundowns   |                                            |
| 2008                                   | Ajax Cape Town      | 2 - 1                   | Orlando Pirates     |                                            |
| 2009                                   | Kaizer Chiefs       | 2 - 1                   | Ajax Cape Town      |                                            |
| 2010                                   | Kaizer Chiefs       | 3 - 0                   | Orlando Pirates     | Estadio Soccer City, Johannesburgo         |
| 2011                                   | Orlando Pirates     | 3 - 1                   | Bidvest Wits        | Estadio Moses Mabhida, Durban              |
| 2012                                   | Bloemfontein Celtic | 1 - 0                   | Mamelodi Sundowns   | Estadio Moses Mabhida, Durban              |
| 2013                                   | Platinum Stars      | 2 - 1                   | Orlando Pirates     | Estadio Mbombela, Nelspruit                |
| 2014                                   | SuperSport United   | 3 - 2                   | Platinum Stars      | Estadio Orlando, Johannesburgo             |
| 2015                                   | Mamelodi Sundowns   | 3 - 1                   | Kaizer Chiefs       | Estadio Moses Mabhida, Durban              |
| 2016                                   | Cape Town City      | 2 - 1                   | SuperSport United   | Estadio Peter Mokaba, Polokwane            |
| 2017                                   | Bidvest Wits        | 1 - 0                   | Bloemfontein Celtic | Estadio Princess Magogo, Durban            |
| 2018                                   | Baroka FC           | 2 - 2 (3-2 pen.)        | Orlando Pirates     | Estadio Nelson Mandela Bay, Port Elizabeth |
| 2019                                   | Mamelodi Sundowns   | 2 - 1                   | Maritzburg United   | Estadio Moses Mabhida, Durban              |
| 2020                                   | Cancelada           | Cancelada               | Cancelada           | Cancelada                                  |
| 2021–22                                | No hubo             | No hubo                 | No hubo             | No hubo                                    |
| Carling Knockout Cup                   |                     |                         |                     |                                            |
| 2023                                   | Stellenbosch FC     | 1 - 1 (5-4 pen.)        | TS Galaxy FC        | Estadio Moses Mabhida, Durban              |

## Títulos por club
| Club                                | Campeón | Subtítulos | Años campeón                                                                  |
| ----------------------------------- | ------- | ---------- | ----------------------------------------------------------------------------- |
| Kaizer Chiefs FC                    | 13      | 4          | 1983, 1984, 19986, 1988, 1989, 1997, 1998, 2001, 2003, 2004, 2007, 2009, 2010 |
| Mamelodi Sundowns FC                | 4       | 4          | 1990, 1999, 2015 , 2019                                                       |
| Bush Bucks FC (Umtata Bucks) †      | 3       | 1          | 1987, 1993, 1996                                                              |
| Bidvest Wits FC (Wits University)   | 3       | 2          | 1985, 1995, 2017                                                              |
| Ajax Cape Town FC                   | 2       | 2          | 2000, 2008                                                                    |
| Jomo Cosmos FC                      | 2       | 2          | 2002, 2005                                                                    |
| Platinum Stars FC (Silver Stars) †  | 2       | 2          | 2006, 2013                                                                    |
| Orlando Pirates FC                  | 1       | 8          | 2011                                                                          |
| SuperSport United FC                | 1       | 3          | 2014                                                                          |
| Free State Stars FC (Qwa Qwa Stars) | 1       | 2          | 1994                                                                          |
| Bloemfontein Celtic FC              | 1       | 1          | 2012                                                                          |
| Arcadia Shepherds                   | 1       | -          | 1982                                                                          |
| Dynamos FC                          | 1       | -          | 1991                                                                          |
| AmaZulu FC                          | 1       | -          | 1992                                                                          |
| Cape Town City FC                   | 1       | -          | 2016                                                                          |
| Baroka FC                           | 1       | -          | 2018                                                                          |
| Stellenbosch FC                     | 1       | -          | 2023                                                                          |
| Moroka Swallows FC                  | -       | 2          | -----                                                                         |
| Giant Blackpool †                   | -       | 1          | -----                                                                         |
| Hellenic FC †                       | -       | 1          | -----                                                                         |
| Highlands Park FC                   | -       | 1          | -----                                                                         |
| Santos Cape Town FC                 | -       | 1          | -----                                                                         |
| TS Galaxy FC                        | -       | 1          | -----                                                                         |

- † Equipo desaparecido.